# Brotherhood of Nod
Brotherhood of Nod er en fiktiv organisation, der optræder i spilserien Command & Conquer. Broderskabets formål er at nedkæmpe GDI og sprede tiberiums udbredelse på jorden. Den karismatiske leder Kane er den ubestridte fører, og gennem hele historien fuldstændig i kontrol. Gruppens tilhængere kommer hovedsageligt fra de fattigere dele af den uroplagede jord.